# Llista de monuments de Calaf
Llista de monuments de Calaf inclosos en l'Inventari del Patrimoni Arquitectònic Català per al municipi de Calaf (Anoia). Inclou els inscrits en el Registre de Béns Culturals d'Interès Nacional (BCIN) amb la classificació de monuments històrics, els Béns Culturals d'Interès Local (BCIL) de caràcter immoble i la resta de béns arquitectònics integrants del patrimoni cultural català.
| Monument                                                         | Protecció   | Estil/època                       | Localització                                           | Coordenades                                          | Codi?         | Imatge |
| ---------------------------------------------------------------- | ----------- | --------------------------------- | ------------------------------------------------------ | ---------------------------------------------------- | ------------- | --- |
| Plaça Gran de Calaf, plaça de l'Església                         | BCIN 317-CH | Gòtic tardà, barroc XVII          | Calaf Pl. Gran                                         | 41° 44′ 02″ N, 1° 30′ 39″ E / 41.73399°N,1.51096°E   | RI-53-0000568 | Plaça Gran de Calaf · Vegeu més fotos d'aquest monument · Carregueu una nova foto d'aquest monument                                                      |
| Castell de Calaf                                                 | BCIN 570-MH | XII-XIII                          | Calaf                                                  | 41° 44′ 02″ N, 1° 30′ 35″ E / 41.733761°N,1.509657°E | RI-51-0005218 | Castell de Calaf · Vegeu més fotos d'aquest monument · Carregueu una nova foto d'aquest monument                                                         |
| Portals, un sector de muralla i una torre quadrada de l'Hospital | BCIN 571-MH | XV-XVI                            | Calaf C. del Carme, 28 - c. Xuriguera, 16              | 41° 44′ 00″ N, 1° 30′ 36″ E / 41.733448°N,1.510089°E | RI-51-0005219 | Portals, un sector de muralla i una torre quadrada de l'Hospital (Calaf) · Vegeu més fotos d'aquest monument · Carregueu una nova foto d'aquest monument |
| Ferrera, Can Ferrera                                             | BCIN 572-MH | Romànic, renaixement XIV-XV, XVII | Calaf Pista forestal sortint de la crta. BV-1001, km 3 | 41° 43′ 00″ N, 1° 29′ 27″ E / 41.716618°N,1.490945°E | RI-51-0005220 | Ferrera (Calaf) · Vegeu més fotos d'aquest monument · Carregueu una nova foto d'aquest monument                                                          |
| Església col·legiata de Sant Jaume                               | BCIL 2019   | Gòtic tardà, barroc XVII          | Calaf Pl. Gran, 1                                      | 41° 44′ 02″ N, 1° 30′ 41″ E / 41.7338°N,1.51137°E    | IPA-4284      | Església col·legiata de Sant Jaume (Calaf) · Vegeu més fotos d'aquest monument · Carregueu una nova foto d'aquest monument                               |
| Casa Felip, Casa Nadal                                           |             | Barroc XVII                       | Calaf Pl. Gran, 2                                      | 41° 44′ 02″ N, 1° 30′ 41″ E / 41.73398°N,1.51126°E   | IPA-4285      | Casa Felip (Calaf) · Vegeu més fotos d'aquest monument · Carregueu una nova foto d'aquest monument                                                       |
| Casa Satorras, Casa Cortadelles                                  | BCIL 2006   | Neoclassicisme XVIII              | Calaf C. de Sant Jaume, 2                              | 41° 44′ 01″ N, 1° 30′ 40″ E / 41.73368°N,1.51114°E   | IPA-4286      | Casa Satorras (Calaf) · Vegeu més fotos d'aquest monument · Carregueu una nova foto d'aquest monument                                                    |
| Convent de Sant Francesc                                         | BCIL 2006   | Barroc, neoclassicisme XVIII      | Calaf Barri de l'Estació                               | 41° 43′ 49″ N, 1° 31′ 03″ E / 41.73033°N,1.51747°E   | IPA-4287      | Convent de Sant Francesc (Calaf) · Vegeu més fotos d'aquest monument · Carregueu una nova foto d'aquest monument                                         |
| La Torre d'en Caselles, la Torre                                 | BCIL 2006   | Obra popular                      | Calaf Afores de la vila                                | 41° 44′ 08″ N, 1° 30′ 52″ E / 41.73563°N,1.51433°E   | IPA-4288      | La Torre d'en Caselles (Calaf) · Vegeu més fotos d'aquest monument · Carregueu una nova foto d'aquest monument                                           |
| Ermita de Sant Sebastià                                          | BCIL 2006   | Obra popular XVII                 | Calaf A un puig, entre el castell i Can Ferrera        | 41° 43′ 34″ N, 1° 30′ 14″ E / 41.72622°N,1.50395°E   | IPA-4289      | Ermita de Sant Sebastià (Calaf) · Vegeu més fotos d'aquest monument · Carregueu una nova foto d'aquest monument                                          |
| Hospital de Calaf                                                | BCIL 2006   | Gòtic, obra popular XVI, XVIII    | Calaf C. de Xoriguera, 13                              | 41° 44′ 00″ N, 1° 30′ 36″ E / 41.73336°N,1.51006°E   | IPA-4290      | Hospital de Calaf · Vegeu més fotos d'aquest monument · Carregueu una nova foto d'aquest monument                                                        |
| Can Matrícules, Can Torrescassana                                | BCIL 2006   | Renaixement XVI                   | Calaf C. de Sant Jaume, 18                             | 41° 44′ 00″ N, 1° 30′ 42″ E / 41.73335°N,1.51169°E   | IPA-4291      | Can Matrícules (Calaf) · Vegeu més fotos d'aquest monument · Carregueu una nova foto d'aquest monument                                                   |
| Casa Figuerola, Can Segarra                                      | BCIL 2006   | Eclecticisme XIX                  | Calaf C. del Ravalet, 19                               | 41° 44′ 01″ N, 1° 30′ 46″ E / 41.7336°N,1.51275°E    | IPA-4292      | Casa Figuerola (Calaf) · Vegeu més fotos d'aquest monument · Carregueu una nova foto d'aquest monument                                                   |
| Cementiri de Calaf                                               | BCIL 2006   |                                   | Calaf Afores, sota l'ermita de Sant Sebastià           | 41° 44′ 02″ N, 1° 30′ 21″ E / 41.73382°N,1.50582°E   | IPA-4294      | Cementiri de Calaf · Vegeu més fotos d'aquest monument · Carregueu una nova foto d'aquest monument                                                       |
| Casa Crivillers o Crivillés, Casa Torra                          | BCIL 2006   | Eclecticisme XIX Final            | Calaf Pg. de Santa Calamanda                           | 41° 43′ 53″ N, 1° 30′ 50″ E / 41.73126°N,1.51396°E   | IPA-4295      | Casa Crivillés (Calaf) · Vegeu més fotos d'aquest monument · Carregueu una nova foto d'aquest monument                                                   |
| Casa al passeig de Santa Calamanda                               |             | Neoclassicisme                    | Calaf Pg. de Santa Calamanda, 13                       | 41° 43′ 50″ N, 1° 30′ 52″ E / 41.73058°N,1.51456°E   | IPA-4296      | Casa al passeig de Santa Calamanda (Calaf) · Vegeu més fotos d'aquest monument · Carregueu una nova foto d'aquest monument                               |
| Casa Monfort                                                     |             | Obra popular                      | Calaf Av. de la Pau, 27 - Portelles de Sant Jaume      | 41° 43′ 58″ N, 1° 30′ 46″ E / 41.73279°N,1.51277°E   | IPA-4297      | Carregueu una nova foto d'aquest monument |
| Edifici al passeig de Santa Calamanda                            |             | Noucentisme XX                    | Calaf Pg. de Santa Calamanda, 16                       | 41° 43′ 52″ N, 1° 30′ 51″ E / 41.73109°N,1.51413°E   | IPA-5799      | Edifici al passeig de Sant Calamanda (Calaf) · Vegeu més fotos d'aquest monument · Carregueu una nova foto d'aquest monument                             |
| Edifici a la plaça de les Eres, 16-17                            | BCIL 2006   | Modernisme XX Inici               | Calaf Pl. de les Eres, 16                              | 41° 44′ 04″ N, 1° 30′ 42″ E / 41.73432°N,1.5116°E    | IPA-5800      | Edifici a la plaça de les Eres, 16-17 (Calaf) · Vegeu més fotos d'aquest monument · Carregueu una nova foto d'aquest monument                            |
| Escut al carrer Sant Jaume, 3                                    |             |                                   | Calaf C. Sant Jaume, 3                                 | 41° 44′ 01″ N, 1° 30′ 42″ E / 41.73356°N,1.5116°E    | IPA-5801      | Escut al carrer Sant Jaume, 3 (Calaf) · Vegeu més fotos d'aquest monument · Carregueu una nova foto d'aquest monument                                    |
| Escut heràldic a Casa Cantonera                                  |             | Barroc XVII                       | Calaf C. Prior Farràs - c. Sant Jaume                  | 41° 44′ 00″ N, 1° 30′ 43″ E / 41.73336°N,1.51181°E   | IPA-5802      | Escut heràldic a Casa Cantonera (Calaf) · Vegeu més fotos d'aquest monument · Carregueu una nova foto d'aquest monument                                  |
| Casa Serra                                                       |             | Noucentisme XX Inici              | Calaf Pg. de Santa Calamanda, 4                        | 41° 43′ 54″ N, 1° 30′ 49″ E / 41.73164°N,1.51369°E   | IPA-5804      | Casa Serra (Calaf) · Vegeu més fotos d'aquest monument · Carregueu una nova foto d'aquest monument                                                       |
| Casa al costat de la plaça de les Eres, Ca l'Ermenter            |             | Barroc XVIII                      | Calaf C. Sant Pere, 9                                  | 41° 44′ 02″ N, 1° 30′ 42″ E / 41.73394°N,1.51179°E   | IPA-5805      | Casa al costat de la plaça de les Eres (Calaf) · Vegeu més fotos d'aquest monument · Carregueu una nova foto d'aquest monument                           |
| Casa al carrer del Forn i carrer del Carme, Cal Sinagoga         |             | Renaixement, Obra popular XV      | Calaf C. del Carme, 4 - c. del Forn                    | 41° 44′ 01″ N, 1° 30′ 38″ E / 41.73370°N,1.51044°E   | IPA-6712      | Casa al carrer del Forn i carrer del Carme (Calaf) · Vegeu més fotos d'aquest monument · Carregueu una nova foto d'aquest monument                       |
| Cal Martorell, Casa Mensa                                        |             | Barroc XVIII                      | Calaf Pl. Gran, 9                                      | 41° 44′ 03″ N, 1° 30′ 39″ E / 41.73411°N,1.51079°E   | IPA-5806      | Cal Martorell (Calaf) · Vegeu més fotos d'aquest monument · Carregueu una nova foto d'aquest monument                                                    |
| Forn de calç de Sant Sebastià                                    |             | Obra popular                      | Calaf Camí de Sant Sebastià                            |                                                      | IPA-46023     | Carregueu una nova foto d'aquest monument |